# Talsperre Porma
Die Talsperre Porma bzw. Talsperre Juan Benet (spanisch Presa del Porma bzw. Presa de Juan Benet) ist eine Talsperre mit Wasserkraftwerk in der Gemeinde Boñar, Provinz León, Spanien. Sie staut den Porma zu einem Stausee auf. Die Talsperre dient der Trinkwasserversorgung, der Bewässerung und der Stromerzeugung; durch sie können ungefähr 45.000 ha Land bewässert werden. Mit ihrem Bau wurde 1961 begonnen; sie wurde 1968 fertiggestellt. Die Talsperre ist in Staatsbesitz. Sie wurde später nach dem Schriftsteller Juan Benet umbenannt, der als Ingenieur am Bau der Talsperre mitgewirkt hatte.

## Absperrbauwerk

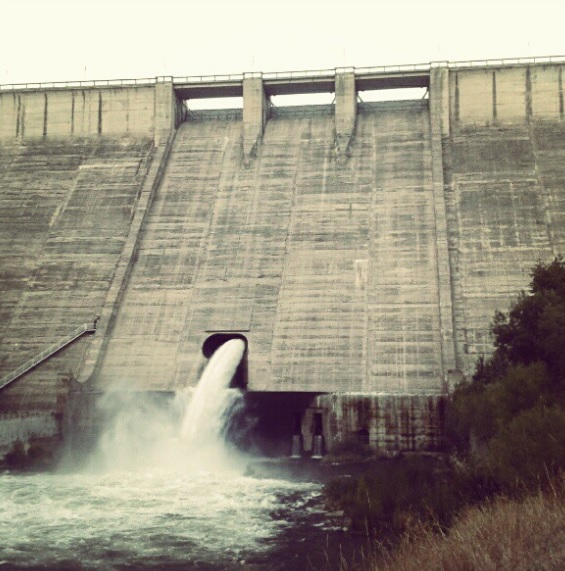

Das Absperrbauwerk ist eine Gewichtsstaumauer aus Beton mit einer Höhe von 77,6 (bzw. 78) m über der Gründungssohle; die Höhe über dem Flussbett beträgt 74,6 m. Die Mauerkrone liegt auf einer Höhe von 1098 m über dem Meeresspiegel. Die Länge der Mauerkrone beträgt 251,4 (bzw. 255) m. Das Volumen beträgt 334.000 m³.
Die Staumauer verfügt sowohl über einen Grundablass als auch über eine Hochwasserentlastung. Über den Grundablass können maximal 69 (bzw. 150) m³/s abgeleitet werden, über die Hochwasserentlastung maximal 500 (bzw. 715) m³/s. Das Bemessungshochwasser liegt bei 800 (bzw. 993) m³/s.

## Stausee
Beim normalen Stauziel von 1096 m erstreckt sich der Stausee über eine Fläche von rund 11,53 (bzw. 12,49) km² und fasst 317 (bzw. 318) Mio. m³ Wasser; davon können 318 Mio. m³ genutzt werden.

## Kraftwerk
Das Kraftwerk ging 2004 in Betrieb; es wird von der Naturener S.A. betrieben. Die installierte Leistung des Kraftwerks beträgt 18,564 (bzw. 22 23,2 oder 25) MW. Die durchschnittliche Jahreserzeugung liegt bei 45,7 (bzw. 50) Mio. kWh. Das Maschinenhaus liegt etwas unterhalb der Talsperre auf der linken Flussseite.
Im Maschinenhaus sind drei Francis-Turbinen installiert. Zwei der Turbinen (mit vertikaler Welle) leisten jede maximal 7,869 MW und die Generatoren jeweils 8,656 MVA; der Durchfluss beträgt 13 m³/s pro Turbine. Die dritte Turbine (mit horizontaler Welle) leistet maximal 3,017 MW und der zugehörige Generator 3,315 MVA; ihr Durchfluss liegt bei 5 m³/s.
Die Fallhöhe beträgt 70 (bzw. 71) m. Der Durchfluss liegt bei 30 (bzw. 31) m³/s für alle Turbinen.